# Bocainella minima
Bocainella minima là một loài bọ cánh cứng trong họ Cerambycidae.